# Maro khabarum
Maro khabarum là một loài nhện trong họ Linyphiidae.
Loài này thuộc chi Maro. Maro khabarum được Andrei V. Tanasevitch miêu tả năm 2006.